# 元刚
元刚（？—？），字金明，河南郡洛阳县（今河南省洛阳市东）人，魏献文帝拓跋弘曾孙，冠军将军、梁州刺史、陈留王元子直第二子，北魏宗室、官员。

## 生平
永安元年十一月戊午（528年12月1日），元刚被封为浮阳王，食邑一千户。武定末年，元刚担任宗正少卿。北齐接受禅让后，元刚的爵位依例降低。

## 家庭

### 兄弟
- 元宽，北魏侍中、抚军将军、陈留王
- 元文，北魏林虑哀王